# Białko zielonej fluorescencji

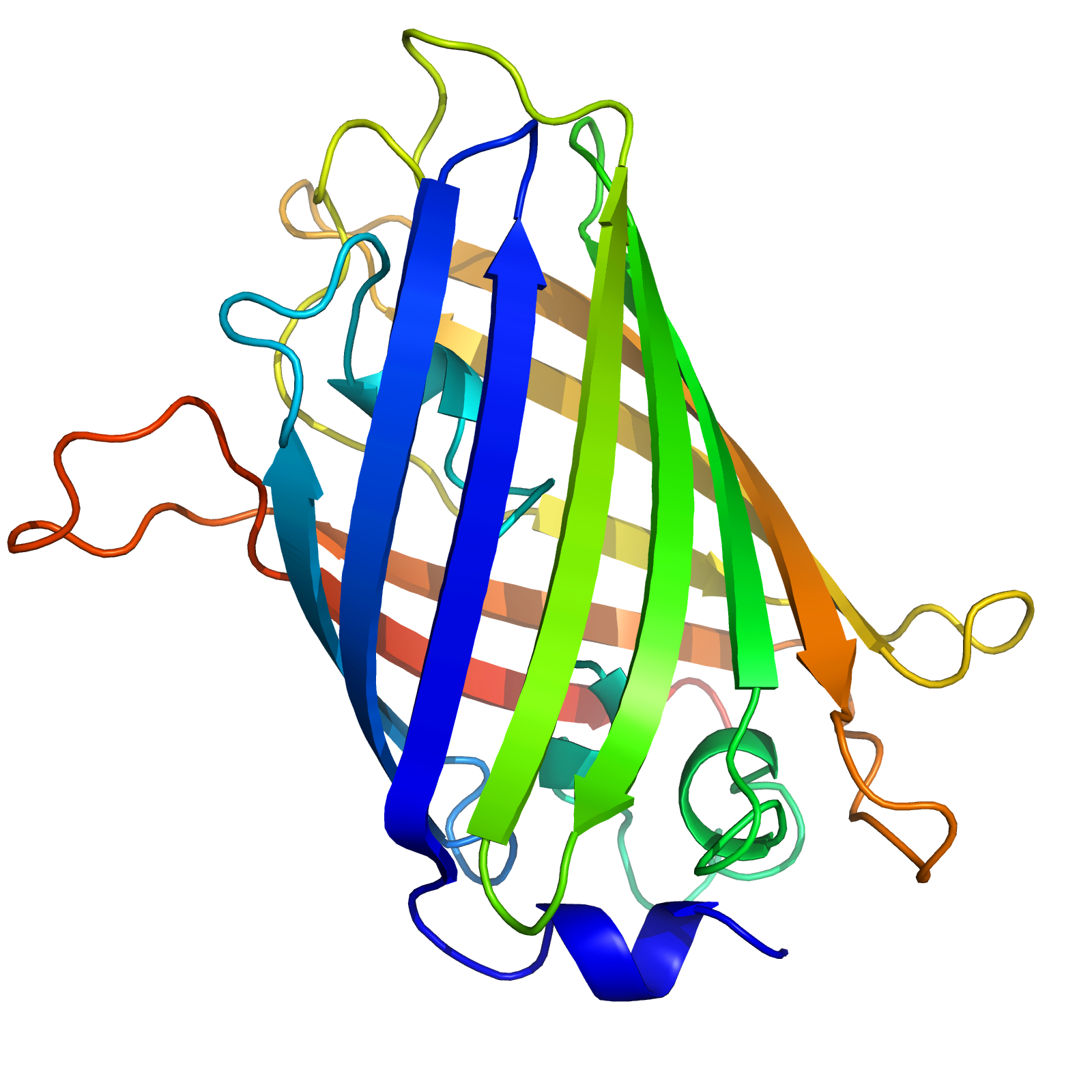
Model struktury białka GFP z bazy PDB

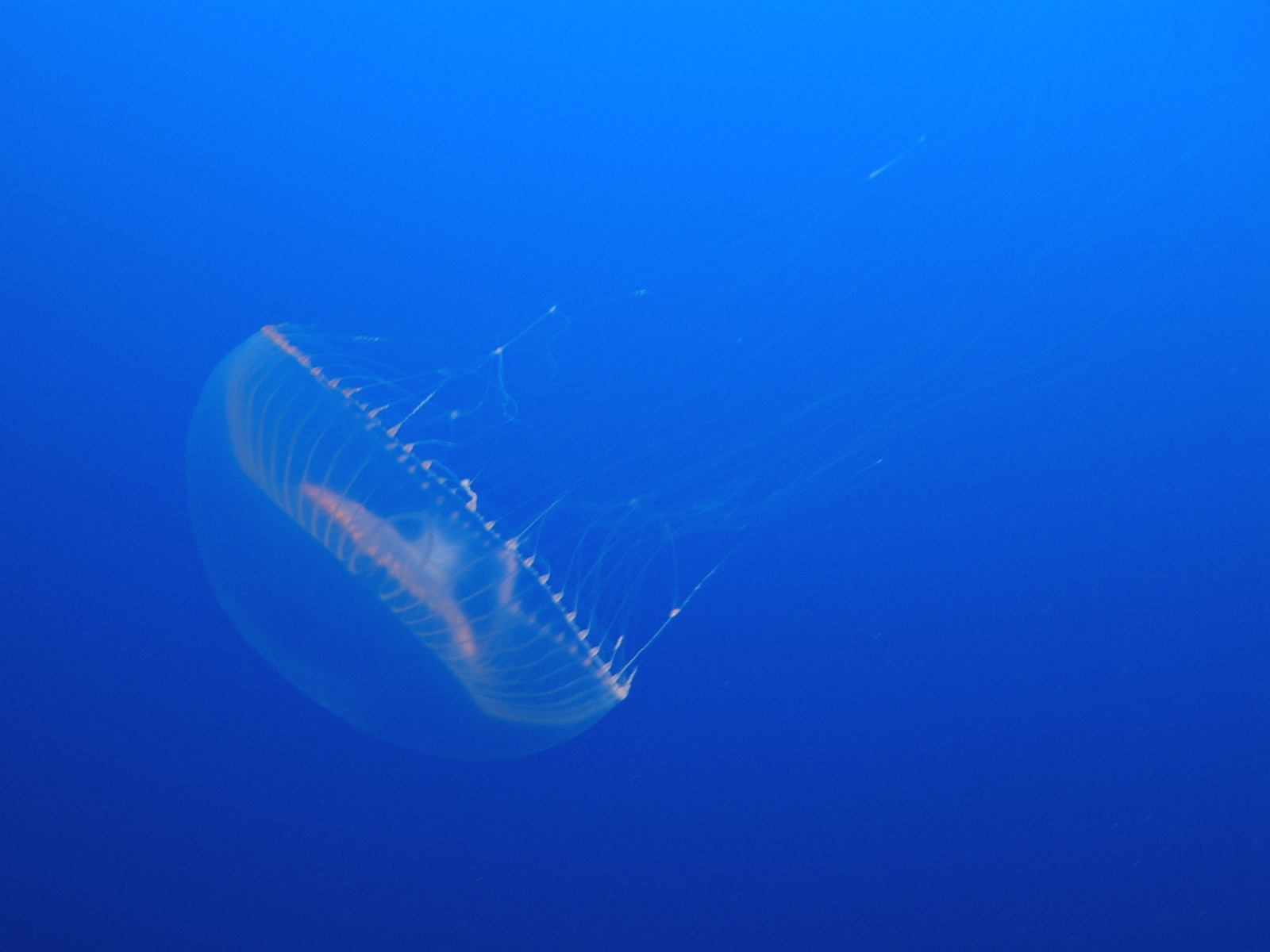
Aequorea victoria

Białko zielonej fluorescencji (ang. green fluorescent protein, GFP) – naturalnie występujące białko wykazujące jaskrawo zieloną fluorescencję przy ekspozycji na światło z zakresu niebieskiego do ultrafioletu.
GFP jest małym białkiem (238 aminokwasów, 26,9 kDa) pochodzącym z meduzy Aequorea victoria, u której pełni nie do końca zrozumiałą funkcję.

## Struktura

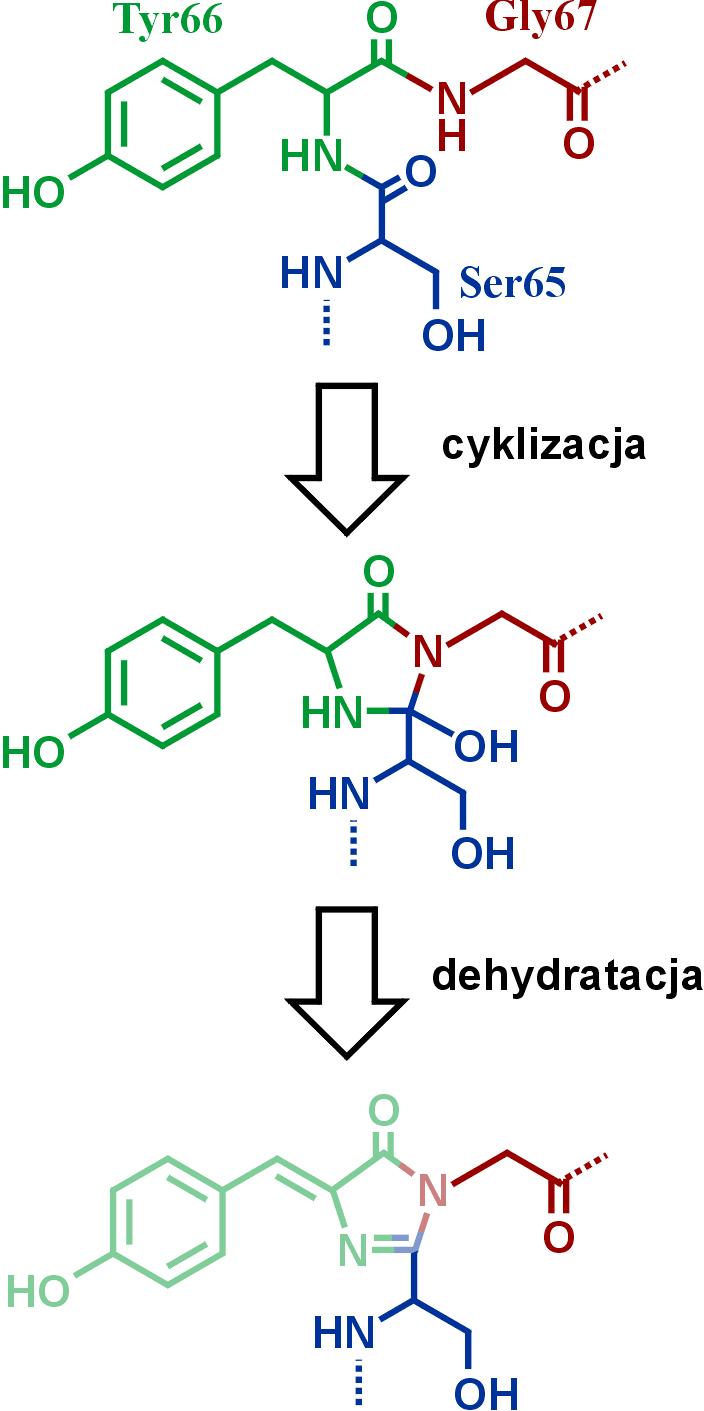
Powstawanie fluorochromu wewnątrz GFP

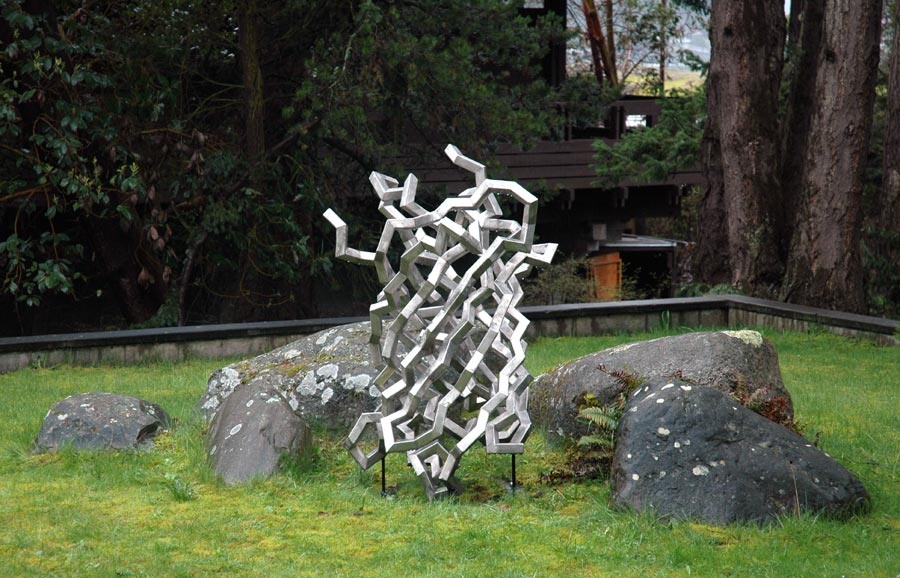
Rzeźba Julian Voss-Andreae Stalowa meduza (Steel Jellyfish) (2006) oparta na strukturze GFP. Obraz przedstawia rzeźbę ze stali nierdzewnej w Friday Harbor Laboratories na wyspie San Juan w stanie Waszyngton, w miejscu odkrycia GFP.

GFP posiada strukturę tzw. beta-beczułki, tzn. w strukturze II-rzędowej tego białka dominuje forma beta, a poszczególne harmonijki układają się względem siebie antyrównolegle zamykając strukturę całego białka w cylindrycznej formie (patrz rysunek).
Po obu stronach beczułki łańcuch polipeptydowy tworzy pętle zabezpieczające wnętrze struktury. We wnętrzu znajduje się fluorofor. Składają się na niego trzy aminokwasy (seryna, tyrozyna, glicyna), które w otaczającym je środowisku ulegają cyklizacji i dehydratacji, co prowadzi do powstania fluoryzującego układu sprzężonych wiązań podwójnych.

## Zastosowanie
GFP znajduje zastosowanie w biologii molekularnej komórki. Jego łatwa wizualizacja i brak toksyczności wobec organizmów żywych sprawia, że znakomicie sprawdza się jako cząsteczka reporterowa, służąca do badania np. aktywności promotorów lub wydajności transfekcji komórek.
Białko zielonej fluorescencji wraz z akworyną zostały wykorzystane w badaniu mózgu muszki owocowej do wizualizacji jej komórek nerwowych oraz do obserwacji regulacji neuronów.
Poza tym metodami inżynierii genetycznej można tworzyć białka fuzyjne złożone z GFP i badanego białka, co pozwala na uwidocznienie lokalizacji tego białka w komórce lub zmiany tej lokalizacji pod wpływem różnych czynników.

## Modyfikacje
Wkrótce po odkryciu białko GFP zostało zmodyfikowane na wiele sposobów, głównie poprzez wprowadzanie przypadkowych mutacji, co ułatwiło i rozszerzyło jego wykorzystanie.
Zwiększono wydajność jego fluorescencji, a powstałe białko nazwano EGFP (ang. enhanced green fluorescent protein – białko wzmocnionej zielonej fluorescencji).
Zmiany udało się również wprowadzić w długości fali emitowanego światła, czyli w kolorze w jakim zmutowane białka świecą. Powstały w ten sposób białka świecące na niebiesko (blue, BFP), cyjanowo (cyan, CFP), żółto (yellow, YFP). Każde z tych białek dodatkowo zmodyfikowano w celu zwiększenia wydajności fluorescencji, czyli intensywności świecenia. Tak powstały kolejne wzmocnione (enhanced) białka fluoryzujące – EBFP, ECFP i EYFP. Te modyfikacje, podobnie jak białko GFP w stanie pierwotnym, pozwalają na badanie aktywności kilku różnych promotorów jednocześnie, a tym samym wpływ jednych promotorów na inne. Ponadto, można uwidaczniać w komórkach kilka badanych białek jednocześnie, poprzez połączenie każdego z tych białek z białkami fluoryzującymi na różne kolory.
Dodatkową korzyścią płynącą z zastosowania różnych długości emisji światła przez różne warianty białka jest wykorzystanie ich do badania asocjacji białek (np. heterodimeryzacji receptorów błonowych) przez wykorzystanie zjawiska rezonansowego transferu energii Förstera (ang. Förster resonance energy transfer, FRET). Jedno z badanych białek łączy się z jednym białkiem fluorescencyjnym, a drugie – z białkiem, którego maksimum absorpcji bliskie jest maksimum emisji pierwszego białka fluoryzującego. W ten sposób, w formie nieasocjowanej obserwuje się świecenie obu białek, a po ich asocjacji – tylko białka sprzęgniętego z białkiem emitującym światło o większej długości fali.

## Nagroda Nobla
W 2008 r. Nagroda Nobla z chemii została przyznana odkrywcom i badaczom GFP, Martinowi Chalfiemu, Osamu Shimomurze i Rogerowi Tsienowi.